# Paul Kempf

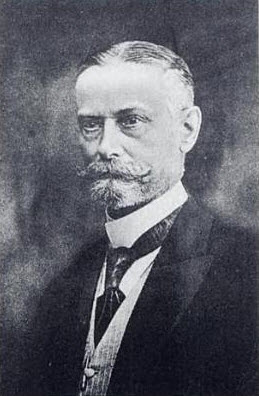
Paul Kempf

Paul Friedrich Ferdinand Kempf (* 3. Juni 1856 in Berlin; † 16. Februar 1920 in Potsdam) war ein deutscher Astronom.

## Leben und Wirken
Nach der Reifeprüfung in Berlin studierte Kempf kurzzeitig in Heidelberg und dann Astronomie an der Friedrich-Wilhelms-Universität Berlin, wo er als 22-Jähriger 1878 mit der Arbeit Untersuchungen über die Ptolemäische Theorie der Mondbewegung zum Dr. phil. promoviert wurde. Seine wissenschaftlichen Lehrer waren Wilhelm Foerster und Friedrich Tietjen.
Nach der Promotion ging er an das noch im Aufbau befindliche Astrophysikalische Observatorium Potsdam, wo er zunächst Gustav Spörer bei dessen Sonnenfleckenbeobachtungen assistierte. Die Sonnenforschung wurde in der Folge sein Hauptarbeitsgebiet. Er veröffentlichte viele Arbeiten, darunter über die Rotation der Sonne und über die Refraktion in der Sonnenatmosphäre. Eine Vielzahl von Publikationen entstand in enger Zusammenarbeit mit Gustav Müller, so über die Bestimmung von 300 Linien im Sonnenspektrum sowie die Potsdamer Photometrische Durchmusterung des Nördlichen Himmels. Er nahm an verschiedenen Auslandsexpeditionen teil: 1882 nach Südamerika, 1887 und 1914 nach Russland sowie 1894 nach Italien. Er war Herausgeber des Buches Populäre Astronomie von Simon Newcomb und Rudolph Engelmann.
Ab 1915 war Kempf Mitglied im Vorstand der Astronomischen Gesellschaft. 1919 wurde er zum Mitglied der Deutschen Akademie der Naturforscher Leopoldina gewählt.
Kempf war verheiratet mit Frau Geheimrat Helene Marie Emilie Kempf, geb. Luther, die 1921 zusammen mit Julie Marie Vinter Hansen als erste Frau in die  Astronomische Gesellschaft aufgenommen wurde.